# Пулсирајући млазни мотор
Пулсирајући млазни мотор (енгл. Pulsejet) је карактеристичан по процесу, у коме се узимање ваздуха, горива, сагоријевање и стварање млаза (са потиском) одвија у импулсима. Састоји се од уводника (усисника) ваздуха, система неповратних вентила (или без њих), коморе сагоријевања, бризгаљки горива и млазнице.
Мотору са вентилима није потребна почетна брзина да би почео са радом, за разлику од набојно млазног, а за неке без вентила потребно је убацити почетни, свежи ваздух. Пулсирајући млазни мотор има веома мали статички потисак. Исти расте са повећањем брзине, односно са динамичким притиском, испред неповратних вентила, односно испред коморе сагоревања. Из тога разлога, се ови мотори користе у комбинацији са додатним почетним погоном (као што је био случај са V-1 са стартном ракетом). Поред тога, пулсирано сагоревање ствара буку и представља извор јаких вибрација. Из тога разлога су непрактични за употребу, без обзира на убедљиву предност у једноставности конструкције, производњи, одржавању и у малој цени. Позната и једина је била серијска апликација овог типа мотора на немачкој крилатој ракети бомби V-1 (летећа бомба), у току Другог светског рата. Произведено је преко 31 100 примерака.
Пулсирајући млазни мотори су развијени у варијантама са и без неповратних вентила. Неповратни вентили су најосетљивији део система и они лимитирају оперативни век, у трајању до једног часа, због чега су и основна препрека за ширу примену решења са њима.
Коначно је задржан, у већој употреби, једино у спортском авио-моделарству.

## Историја
Пулсирајући млазни мотор је пројектовао шведски проналазач Мартин Виберг (енгл. Martin Wiberg). Прву конструкцију је патентирао 1906. године, руски инжењер В. В. Кароводин, чији је радни примерак завршен 1907. године. Фрацуски проналазач Жорж Марконет (енгл. Georges Marconnet), патентирао је своју конструкцију пулсирајућег мотора 1908. године, за који многи сматрају да је имао највећи утицај на једину практичну примену и ако се дуго на њу чекало. Немачки конструктори, уочи Другог светског рата, предузели су опсежне активности за изналажење алтернативе за клипне моторе, за погон авиона, те им нису измакли пажњи ни ови патенти. Тако је настала прва оперативна апликација пулсирајућег млазног мотора на крилатој (летећој) бомби V-1. Немачки независни истраживач инжењер Паул Шмит, из Минхена, направио је одређене измене и допуне на дотадашње патенте. Уз подршку немачког ратног ваздухопловства 1933. године, пројектовао је оперативни пулсирајући млазни мотор. На основу тога пројекта направљен је мотор As-014, који је интегрисан на „летећу бомбу“, под познатим називом V-1. Главни конструктор Роберт Лисер је изабрао овај мотор, због једноставности, ниске цене и јефтине масовне производње. То је било исплативо за дотичну једнократну употребу. Иначе је мотор, поред осталог, имао главну ману кратак век, због „флатера“ (резонанце) неповратних вентила. Неповратни вентили су издржавали свега 15 до 60 минута рада. За време мање од једне године (од 1945. до 1946) произведено је више од 10.000 примерака ових летећих бомби.
После рата, настављена су истраживања и развој пулсирајућих млазних мотора у француској фирми Снекма и у америчким Прат енд Витни и Џенерал електрик. Добијени резултати су били интересантни за САД и СССР, где се и развило више експерименталних апликација.
„Крилате бомбе“ нису имале ефикасан навигациони систем, због тадашњег нивоа развооја тога сегмента технологије и и због неисплативости коришћења сложеног и скупог система у једнократној употреби. Из тих разлога су те летелице биле непрецизне. Поље растурања погодака, било је приближно у квадрату са страницама од 3 km, са дометом од 150 km. Такође је била ограничена ефикасност мотора. Исти је захтевао убрзање до 100 m/s, а горње ограничење му је било 250 m/s. Из тих разлога се у послератном периоду, у нуклеарној ери, није могло рачунати на ту врсту погона за носаче нуклеарних глава. Тада су већ увелико били у развоју перспективнији и ефикаснији турбомлазни мотори.
Због ниске цене и једноставности, мали пулсирајући млазни мотори су веома популарни у спортском авио-моделарству. За ту сврху, серијски се производе и на слободном су тржишту, са понудом и критичних резервним делова, као што су неповратни вентили.

## Принцип рада и конструкција
Пулсирајући млазни мотор ради у режиму пулсирања. Његов циклус није континуалан, као код турбомлазног и набојно млазног мотора. Пулсирање је са учестаношћу око 10 херца, за велике, а за мале моделарске моторе, је и до 250.
Конструкција пулсирајућег млазног мотора се састоји од цилиндричне коморе за сагоревање, са продужетком у млазницу и са сужењем. На чеоном делу цилиндричног тела је усисник, за пријем ваздуха у комору сагоревања. Између коморе за сагоревања и усисника је попречна преграда, која је и носач система неповратних вентила. Који на принципу разлике притиска пропуштају ваздух у комору, а спречавају истицање гаса из ње, према усиснику, те је исти приморан да истиче само кроз млазницу.
|                                                             |  |
| Елементи система неповратних вентила на мотору -014 на V-1. |  |

Неповратни вентили могу бити различите конструкције. На мотору -014 на V-1, имали су облик и понашање ролетни. Танке плоче, са просецима у облику слова П, израђене су од каљеног челика. Једна страница остаје везана са целином (није сечена), а по тој линији се елеменат савија због еластичности, а слободна страна се подиже (отвара). То отварање диктирају две фрезоване профилисане плоче, између којих је укљештена та танка еластична плоча са елементима („клапнама“). На те еластичне „клапне“ је усмерен ваздух из усисника, кроз профилисане канале плоча носача и услед разлике притиска оне се отварају, само на слободну страну (види слику доле). Код малих мотора су у облику цвета. Први тип конструкције је далеко бољи, али је тежи и скупљи за производњу.
На предњем делу коморе за сагоревање, налазе се бризгаљке горива. Док је притисак у резервоару већи, у односу на комору, гориво се убризгава, а када је обрнуто, неповратни вентили на њима то прекидају и тако наизменично наставља.
|                                |                                     |                                             |
| pV дијаграм, Хамфријев циклус. | Авио-модел са пулсирајућим мотором. | Анимација рада пулсирајућег млазног мотора. |

Иницијално паљење мешавине горива и ваздуха, у комори сагоревања, је са свећицом, која ради на принципу електро пражњења са искрењем високе учестаности. Смеша се пали при испуњењу услова у измешаном ваздуху и гориву. Када се кошуљица коморе за сагоревање довољно загреје (обично неколико секунди након почетка код великих мотора, или делић секунде за мале), електро варница није потребна, смеша се пали од њених топлих зидова и од заосталих варница из претходног циклуса.
Пулсирајући млазни мотор има јак карактеристичан звук и зујање, праћено са вибрацијама.
Његов радни циклус је илустрован на цртежу, десно:
- 1. Неповратни вентил је отворен, ваздух улази у комору за сагоревање, бризгаљка убацује гориво у комору сагоревања и смеша горива и ваздуха се формира.
- 2. Смеша се запали и сагорева, у комори за сагоревање притисак нагло расте и затвара неповратни вентил, а и неповратни вентил за утицање горива. Продукти сагоревања, шире се и истичу из млазнице, што ствара реактивни потисак.
- 3. Услед пражњења, притисак се изједначи са атмосферским, под притиском спољњег ваздуха у усиснику отвара се неповратни вентил и ваздух поново тече у комору сагоревања. Такође и гориво се утаче, пошто се отвара неповратни вентил на бризгаљкама, обнавља се описана фаза процеса (1).

Пулсирајући млазни мотор поседује фундаменталне разлике, у односу набојно млазни мотор или турбомлазни.
- Прво, присуство неповратних вентила за ваздух, чији је циљ да спрече кретање гасова унапред, већ су исти присиљени само да истичу кроз млазницу, уназад. То одређује да се радно тело „гура“ у напред, са реактивним потиском. Набојно млазном и турбомлазном мотору, овај вентил није потребан, јер ту улогу има континуална „баријера“, притиска у комори за сагоревање, која настаје током компресије ваздуха у напајању кроз усисник и компресор. Код пулсирајућег млазног мотора, почетна компресија је прениска и потребно је да се изврши њено повећање са радним притиском у комори за сагоревање са грејањем радног флуида (сагоревање смеше), у константној запремини ограниченој са зидовима коморе, вентилима, а са инерцијом гаса који истиче дуж млазнице мотора. Зато је пулсирајући млазни мотор и у смислу термодинамичког процеса различит од набојно млазног и турбомлазног мотора. Његов рад карактерише Хамфријев циклус, а ова два Брајтонов циклус.
- Друго, пулсирајући млазни мотор са пулсирајућим радом уводи значајне разлике у механизму свога функционисања, у поређењу са континуалним процесом. За објашњење пулсирајућег млазног мотора довољно је разматрати само гасодинамичке и термодинамичке процесе који се дешавају у њему. Мотор ради осцилаторно и треба међусобно синхронизовати време рада свих елемената. Учестаност ових осцилација је под утицајем инерцијалних (динамичких) особина свих његових делова, укључујући и инерцију тока гаса, дуж млазнице и ширење његовог акустичног таласа. Повећање дужине млазнице смањује учесталост и обрнуто. Са одређеном дужином млазнице постиже се резонантна фреквенција па и динамичка нестабилност и тада су амплитуде осциловања, одговарајућег елемента, максималне. У развоју мотора, ова се дужина амплитуда експериментално одређује. У случају поклапања сопствене учестаности и побуде, од вибрација (резонанца), а да је пригушење мало, амплитуда елемента дивергентно расте и долази до деструкције система.

Заблуда је сматрати да пулсирајући млазни мотор не може да ради у стационарним условима. Међутим, у тим условима, неким његовим варијантама се мора на почетку рада довести свеж ваздух. За разлику од набојно млазног, пулсирајући мотори могу да одрже рад, када стоје у месту, без кретања платформе на којој су причвршћени. У тим условима потисак је мали, али мотор ради. Пример, мотор As-014, на V-1, прво се пуштао да ради па се тек онда вршило катапултирање целе летеће бомбе (погледај „Видео”. Архивирано из оригинала 21. 06. 2015. г.).
Рад мотора, у овим условима, објашњава се на следећи начин. Када се притисак у комори сагоревања, после сваког пулса, сведе на атмосферски, проток гаса у комори се продужи по инерције, а то доводи до смањења притиска у томе простору испод величине спољњег. Тада се вентили отварају под утицајем разлике притиска између атмосфере и у комори (то исто има време трајања). За време трајања док се вентили не затворе због обрнуте разлике притиска, мотор апсорбује потребну количину ваздуха, у комори за „одрађивање“ следећег циклуса. На ракети се мотор одликује са специфичним импулсом, а то је показатељ степена ефикасности или квалитета мотора. Ова бројка је такође мера потрошње горива. Доња илустрација, упоредно приказује вредности овог индекса Iy , за различите врсте млазних мотора, у зависности од брзине лета, изражене у еквиваленту Маховог броја. Дијаграм илуструје распон примене сваке од врста мотора.
- Специфичан потисак - је однос потиска и масе смеше.
- Однос потисак / маса мотора.

За разлику од ракетног мотора, код којих потисак не зависи од брзине ракете, потисак пулсирајућег млазног мотора веома много зависи од параметара, висине и брзине лета. Није било могућности за приказ универзалних перформанси, као на нивоу мора (висина нула), тако да су приказани мотори израчунати на основу одређеног опсега анвелопе по висини и брзини лета.

## Варијанте
Пулсирајући млазни мотор се развио у неколико варијанти, све у циљу да се превазиђе главни експлатациони недостатак, осетљивост неповратних вентила и да се мотору продужи радни век (ресурс). Развијене су и варијанте пулсирајућег млазног мотора без вентила у облику U и експлозивни.

### Пулсирајући млазни мотор без вентила у обликуU
Ово је измењена класична верзија пулсирајућег млазног мотора, у којој нема никаквих покретних делова (вентила), са чиме је век његовог трајања значајно продужен. Са вентилима мотор траје до једног часа времена, што може бити довољно за извржење задатка у оквиру његове једнократне употребе. За понављање задатка, мотор са вентилима, апсолутно је не применљив.
Конструкција овога U мотора, састоји се од уводника (усисника) ваздуха (кратка цијев), коморе сагоријевања са бризгаљкама горива и млазнице (дужа цијев). Није му потребна почетна брзина да би почео с радом, за разлику од набојно млазног мотора, али је потребан почетни ваздух под одређеним динамичким притиском. Усисник и млазница су међусобно паралелни у облику U, да се не губи део потиска услед повратног струјања кроз усисник, пошто је то у истом смеру као и кроз млазницу.
Основна разлика између пулсирајућих млазних мотора са и без вентила у облику U:
- Пулсирајући мотори без вентила немају механички покретне вентиле, чиме је елиминисан утицај њихове инерције и временско заостајање, као код класичних са вентилима;
- Код пулсирајућих мотора без вентила у облику U, усисна секција има важну улогу током целог пулсирајућег циклуса;
- Пулсирајући мотори без вентила производе потисак, у два дела, али синхронизовано, са убрзањем масе проточног гаса у току истицања кроз млазницу и повратно кроз усисну цев.

Рад мотора са посебним улазом ваздуха, без вентила, у облику U:
- Гориво је распршено и меша се с ваздухом у комори сагоријевања. Пали се са искром.
- Експлозија сеше избацује гасове кроз обе цеви, али много мању масу кроз краћу (усисну).
- Притисак у комори пада, и свежи ваздух улази у њу кроз усисну цев, док гасови и даље напуштају дужу цев (млазницу).
- Циклус се понавља.

Суштина принципа рада пулсирајућег млазног мотора без вентила у облику U је у томе што је маса струјне цеви излазног гаса кроз краћу излазну цев мања и услед инерције се брже кроз њу заврши истицање, него кроз дугачку млазницу већег пречника. Због те чињенице, временски дужег истицања гаса кроз млазницу, због веће инерције, створи се иза млаза гаса, у чеоном делу коморе, разлика притиска због које почне усисавање кроз краћу цев. Са пажљивим пројектним подешавањем неравнотеже ове две струјне масе гаса (у млазници и у усисној цеви) оствари се правилно временско одвијање фаза циклуса рада мотора. У комори заостаје део врелих гасова од којих се пали нова приспела смеша и тако се циклус понавља. Облик већег дела од овог мотора није различит од претходног са вентилима, посебно је слична комора за сагоревање. Она чини мањи део целине са укупном дугачком цеви, која се завршава са млазницом.
Овај тип мотора није у некој оперативној употреби, још увек је у истраживачко развојној фази.

### Пулсирајући експлозивни млазни мотор
Овај тип пулсирајућег млазног мотора је најновији и практично је произашао из претходног. Настао са сазнањем да скраћивање цеви доприноси повећању потиска. Дошло се до једноставне конструкције где је усисна и уздувна цев заједничка и то веома кратка. У ствари то је обична „бленда“. Ово решење је могуће услед осцилаторног понашање импулса мотора. Једна „бленде“ може да се понаша као издувна цев, у фази циклуса рада, а као усисна у току фазе усисавања. Ова конструкција мотора је смањене ефикасности, у овом примитивном облику. Због одсуства резонантне цеви, сабијање и усисавање је праћено са јаким акустичним таласима. Међутим, уређај ради прилично добро и ако је једноставан, као тегла за џем са поклопцем, на коме је направљен отвор. Тегла је делимично напуњена са лако запаљивим горивом, које испарава. Од те сличности и потиче име уређају, „тегла за џем“. Успешна верзија уређаја „тегле за џем“, покренута је на Новом Зеланду, Мичел Лотон (енгл. Mitchell Laughton), у пластичној флаши. Бочица, са алкохолом, била је мање ефикасна верзија од „тегле за џем“ и није било могућности са њом одржавати потисак, дуже од неколико секунди. Претпоставило се да коришћени алкохол, у пластичној флаши, није погодан, зато што није могао да се контролише, деловало је као немогуће зауставити развој топлоте и заштитити зидове пластичне флаше од прегревања.
За функционисање концепције „тегле за џем“, користило се авионско гориво, које лако испарава, запали се његов гасовити део помешан са ваздухом, који се издвоји изнад површине течног дела.
Принцип рада овог уређаја се своди на:
- Део испареног горива, меша се са ваздухом, изнад површине нивоа течног горива. Та мешавина се иницијално пали са искром споља и долази до скока притиска и експлозије.
- Сагорели и део несагорелих гасова се нагло шири и истиче, са великом брзином, кроз отвор поклопца тегле, стварајући потисак.
- По инерцији и услед хлађења посуде долази до пада притиска у комори („тегли“), испод нивоа спољњег атмосферског. Свеж, спољњи ваздух се усиса у простор изнад горива. Пошто га је убацио повратни талас, по инерцији, нешто је већи његов крајњи притисак од спољњег.
- Гориво се у посуди загреје и интезивније испарава. Поново се ствара запаљива и експлозивна гасовита мешавина горива и ваздуха и она се пали од загрејаних заосталих жишки, из претходног циклуса.
- Циклус се понавља и уређај се температурно стабилизује при изједначењу довођења и одвођења топлоте.

Овај принцип је за сада сведен само за једнократну употребу, у авио-моделарству, погон летећих мета, за гађање у ваздуху и слично.

### Дилеме за употребу
До сада је много истраживано и експериментисано са пулсирајућим моторима без вентила, са изграђеним примерцима у разним величинама и главне дилеме нису отклоњене. Са једне стране нема једноставнијег погона, а са друге стране тешко је отклонити главне недостатке, првенствено еколошке природе, велику буку и загађење околине. Морају се споља иницијално пуштати у рад, са почетном варницом, а U и са почетним струјањем ваздуха. Велика им је предност што немају потребу за било какво одржавање. Немају ниједан покретан део који би се могао истрошити или оштетити. Без обзира на све, идеја се не напушта. Постоји још много простора за напредак у развоју и експериментисању, поготово што се лако не напуштају једноставне и јефтине конструкције. По тим елементима је неупоредив са осталим ваздухопловним моторима, који су компликовани, скупи и траже велике трошкове за и рад за одржавање.
За сада ова категорија мотора налази примену у спортском ваздухопловству, ултралакој авијацији, код беспилотних летелица, код летећих мета и за ношење разних сонди за атмосферска мерења.